# Zàssovskaia
Zàssovskaia - Зассовская (rus) és una stanitsa del krai de Krasnodar, a Rússia. Es troba a la vora dreta del Labà, afluent del riu Kuban, davant de Mostovskoi. És a 24 km al sud de Labinsk i a 158 km al sud-est de Krasnodar.
Pertanyen a aquesta stanitsa el khútor de Vessioli i els possiolki de Podgorni i Sotsgorodok.

## Història
Zàssovskaia neix a l'assentament fortificat d'Ardjinskoie, fundat pel general Grigori Zas el 1839. Aquella fortalesa va ser rebatejada en honor del general (Zàssovskoie). El 1853 començà a crear-se un petit poble al costat de l'assentament, que esdevingué l'actual stanitsa, que va rebre el seu nom en honor del mateix general. Fins al 1920 formava part de l'otdel de Labinsk de la província de Kuban. El 1861 tenia ja 1.192 habitants. El 1875 s'hi construí la primera església.